# 高座郡

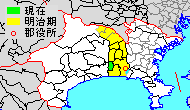
神奈川県高座郡の範囲（緑：寒川町）

高座郡（こうざぐん）は、神奈川県（相模国）に所属する郡。
人口48,385人、面積13.34km²、人口密度3,627人/km²。（2025年3月1日、推計人口）
以下の1町を含む。
- 寒川町（さむかわまち）

## 郡域
相模川（馬入川）と境川に挟まれた地域からなる。南北に伸びる相模平野（相模川低地）の中心地域で、相模野台地の大部分を占め、南部は湘南砂丘地帯になる。
中世末までは現相模原市緑区三井および旧城山町（現相模原市緑区の一部）北部（中沢、川尻ほか）も当郡に属していたが、江戸時代初期に愛甲郡北部と合わせて津久井県とされた（1870年（明治3年）に津久井郡と改称）。
かつて高座郡に属していた地域は現在以下の市となっている。
- 綾瀬市
- 海老名市
- 相模原市（中央区・南区の全域、緑区橋本一 - 七丁目、東橋本一 - 四丁目、西橋本一 - 五丁目、橋本台一 - 四丁目、二本松一 - 四丁目、相原一 - 六丁目、元橋本町、大山町および大字大島、上九沢、下九沢、田名）
- 座間市
- 茅ヶ崎市
- 藤沢市（西富一・二丁目、大鋸一 - 三丁目、藤が岡一 - 三丁目、弥勒寺一 - 四丁目、渡内一 - 四丁目、村岡東一 - 四丁目、川名一・二丁目、片瀬一 - 五丁目、片瀬山一 - 五丁目、片瀬目白山、片瀬海岸一 - 三丁目、江の島一・二丁目および大字西富、大鋸、弥勒寺、小塚、宮前、高谷、渡内、柄沢、川名、片瀬を除く全域）
- 大和市

### 隣接していた郡
郡区町村編制法に基づく行政区画として発足した当時に隣接していた郡は以下の通り。
- 神奈川県 ： 鎌倉郡、多摩郡（後に南多摩郡）、津久井郡、愛甲郡、大住郡（後に中郡）

## 概要

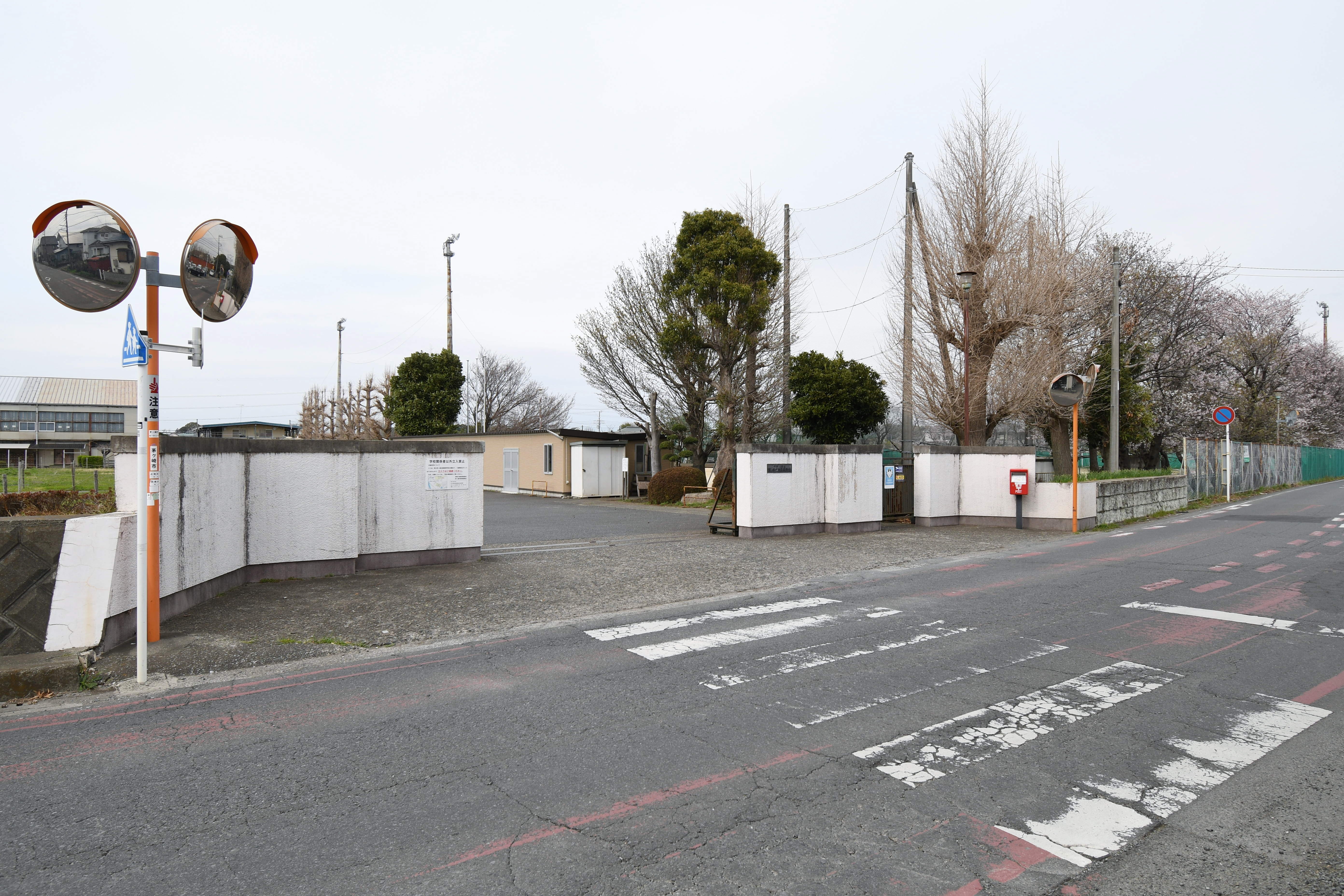
高座郡衙跡の下寺尾官衙遺跡群（神奈川県茅ヶ崎市）神奈川県立茅ヶ崎北陵高等学校旧校地。

古くは「たかくらぐん」とも読んだ。『日本書紀』天武天皇4年（675年）10月庚寅（廿日）条に「相摸国言す。高倉郡の女人、三男を生む」と、相模国に関する最初の記録として「高倉郡」の名が見える。713年（和銅6年）の好字二字令により、高座郡の表記となる。『和名抄』で「太加久良」と訓んでいることから、高座と書いて「たかくら」と呼んだ時代が続いたと考えられる。
海老名市で発掘された国分寺跡の存在から、高座郡に相模国の国府が置かれていた可能性が指摘されていたが、考古学の成果では、平塚市四之宮の稲荷前A遺跡で「国厨」「大住厨」銘のある墨書土器が出土し、8世紀代に遡る政庁規模の掘立柱建物跡が検出されたことなどから、初期の国府は高座郡ではなく大住郡にあった可能性が高まっている。なお、高座郡の郡衙跡は、茅ヶ崎市にある神奈川県立茅ヶ崎北陵高等学校の旧校地に広がる下寺尾官衙遺跡群と考えられている。寒川町には相模国一宮の寒川神社が鎮座する。
津久井郡（現：相模原市緑区）のうち、旧城山町の相模川東岸と旧津久井町三井にあたる地域（上川尻村、下川尻村、上中沢村、下中沢村、三井村）はもともと高座郡の領域であったとされる。

## 中世以前
南西部の相模川下流左岸の沖積平野や目久尻川、引地川、境川沿いの低地、南部の台地末端の谷戸は早くから開発が進み水田として利用された。国分寺や国府の所在が推定される現在の海老名周辺には条里制の遺構が見られる。これに対して当郡中央部から北部に広がる台地上は平坦ではあるが水を得ることが難しいために開発が進まず、「相模野」と呼ばれる原野となっていた。
平安時代後期、南部の大庭御厨や東部の渋谷荘などの荘園が成立し（いずれも現藤沢市を中心とする）、有力武士である大庭氏、渋谷氏の本拠となった。また、北部は隣接する武蔵国多摩郡を本拠とする武士団である横山党の勢力範囲に属し、粟飯原（相原）、小山、矢部、淵辺（淵野辺）、田名など当郡北部に分布する地名（いずれも現相模原市）を名字とする武士が現れている。
鎌倉時代には時衆教団の活動拠点となり、当麻（たいま。現相模原市南区）に無量光寺が開かれ、藤沢に開かれた清浄光院（のち清浄光寺。遊行寺とも。鎌倉郡側に位置する）と同教団の本山の地位を争った。
戦国時代は小田原の後北条氏の支配下にあり、「東郡」と称した。1590年（天正18年）の後北条氏滅亡後は徳川家康の支配下に入る。

## 近世以降
江戸近傍に位置する当郡は、南部の東海道沿いのをはじめとして多くの村が幕府領（天領）とされたほか、旗本領や藩領の飛び地も多く設けられ、郡全体が一円的に支配されることはなかった。時代が下るにつれて複数の旗本や藩の相給とされる村が増え、幕末の段階では幕府単独あるいは旗本・大名1家のみの支配とされた村はわずかしかなく、その支配は極めて錯綜していた。
江戸時代中期以降、周辺農村の入会地として利用されていた相模野台地上における新田開発が進められ、清兵衛新田（相模原市）などの新田が成立した。
郡内の幕府領は韮山代官の支配下に置かれていたが、1858年（安政5年）に安政五カ国条約が締結され、翌1859年（安政6年）に神奈川奉行が設けられると、条約の定める外国人遊歩区域である「神奈川十里四方」に属する当郡における外国人に関する事務は神奈川奉行が扱うこととされた。

### 近代以降の沿革
「旧高旧領取調帳」に記載されている明治初年時点での支配は以下の通り。●は村内に寺社領が、○は寺社除地（領主から年貢免除の特権を与えられた土地）が存在。幕府領は代官・江川太郎左衛門支配所（韮山代官所）が管轄した。（2町110村）
| 知行         | 知行                           | 村数    | 村名 |
| ------------ | ------------------------------ | ------- | --- |
| 幕府領       | 幕府領（江川支配所）           | 2町 7村 | 大久保町、坂戸町、辻堂村、小和田村、菱沼村、●○茅ヶ崎村、○室田村、平太夫新田、清兵衛新田 |
| 幕府領       | 旗本領                         | 64村    | 羽鳥村、矢畑村、●赤羽根村、甘沼村、香川村、円蔵村、西久保村、下町屋村、●浜之郷村、松尾村、柳島村、中島村、田端村、一之宮村、中瀬村、●宮山村、●倉見村、大曲村、大蔵村、●岡田村、小谷村、小動村、芹沢村、行谷村、●遠藤村、西俣野村、●今田村、長後村、千束村、七ツ木村、下和田村、福田村、●深谷村、蓼川村、本蓼川村、上草柳村、●寺尾村、●深見村、○上和田村、上土棚村、下草柳村、望地村、●早川村、○杉久保村（杉窪村とも）、獺郷村、打戻村、菖蒲沢村、●葛原村、宮原村、本郷村、門沢橋村、中河内村、●今里村、社家村、●河原口村、上郷村、柏ヶ谷村、●上今泉村、下今泉村、○橋本村、相原村、○上九沢村、●下九沢村、●中新田村 |
| 幕府領       | 幕府領・旗本領                 | 20村    | 稲荷村、●鵠沼村、●大庭村、高田村、今宿村、萩園村、下寺尾村、石川村、下土棚村、栗原村、上鶴間村、下鶴間村、鵜野森村、●当麻村、●磯部村、●新戸村、●座間村、●座間入谷村、四ツ谷村、○新田宿村 |
| 藩領         | 下野烏山藩                     | 3村     | 上矢部村、大島村、田名村 |
| 藩領         | 下総佐倉藩                     | 4村     | 吉岡村、小園村、●○国分村、○上河内村 |
| 藩領         | 三河西大平藩                   | 2村     | 下大曲村、堤村 |
| 幕府領・藩領 | 幕府領・烏山藩                 | 1村     | ●小山村 |
| 幕府領・藩領 | 旗本領・烏山藩                 | 5村     | ●亀井野村、円行村、●大谷村、中野村、矢部新田村 |
| 幕府領・藩領 | 幕府領・旗本領・烏山藩         | 2村     | ●淵野辺村、●上溝村 |
| 幕府領・藩領 | 幕府領・相模荻野山中藩・烏山藩 | 1村     | 下溝村 |
| 幕府領・藩領 | 旗本領・烏山藩・佐倉藩         | 1村     | 用田村 |

- 慶応4年
  - 3月19日（1868年4月11日） - 神奈川奉行が新政府軍に接収されて横浜裁判所となり、幕府領・旗本領を管轄したが、韮山代官所管轄地域の一部事務は引き続き韮山代官所が扱った。
  - 4月20日（1868年5月12日） - 横浜裁判所が神奈川裁判所に改称。内務は管下の戸部裁判所が担当した。
  - 6月17日（1868年8月5日） - 神奈川裁判所が神奈川府に改称。
  - 6月29日（1868年8月17日） - 韮山代官所が韮山県に改組され、一部事務を引き継ぐ[5]。
- 明治元年9月21日（1868年11月5日） - 神奈川府が神奈川県に改称。
- 明治4年
  - 7月14日（1871年8月29日） - 廃藩置県により藩領が荻野山中県、烏山県、佐倉県、西大平県の管轄となる。
  - 11月14日（1871年12月25日） - 第1次府県統合により、全域が足柄県に所属するものとされたが、外国人遊歩区域に含まれていたことから、直後に神奈川県に所属することに改められた。[要出典]
- 明治8年（1875年） - 千束村・七ツ木村が合併して高倉村となる。（2町109村）
- 明治11年（1878年）7月22日 - 郡区町村編制法制定。神奈川県では同年11月18日に施行され、行政区画としての高座郡が発足し、郡役所を藤沢駅（藤沢宿、現在の藤沢市）に設置。
- 明治15年（1882年） - 大久保町・坂戸町がそれぞれ藤沢駅を冠称。
- 明治21年（1888年） - 藤沢駅大久保町・藤沢駅坂戸町が合併して藤沢大坂町となる。（1町109村）

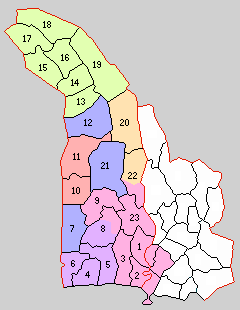
1.藤沢大坂町 2.鵠沼村 3.明治村 4.茅ヶ崎村 5.松林村 6.鶴嶺村 7.寒川村 8.小出村 9.御所見村 10.有馬村 11.海老名村 12.座間村 13.新磯村 14.麻溝村 15.田名村 16.溝村 17.大沢村 18.相原村 19.大野村 20.鶴見村 21.綾瀬村 22.渋谷村 23.六会村（赤：藤沢市 紫：茅ヶ崎市 橙：海老名市 黄：大和市 緑：相模原市 青：合併なし）

- 1889年（明治22年）4月1日 - 町村制施行により以下の町村が発足する。（1町22村）
  - 藤沢大坂町（単独町制。現藤沢市）
  - 鵠沼村（単独村制。現藤沢市）
  - 明治村 ← 羽鳥村、大庭村、辻堂村、稲荷村（現藤沢市）
  - 茅ヶ崎村（単独村制。現茅ヶ崎市）
  - 松林村 ← 室田村、高田村、赤羽根村、甘沼村、香川村、小和田村、菱沼村（現茅ヶ崎市）
  - 鶴嶺村 ← 今宿村、円蔵村、矢畑村、浜之郷村、平太夫新田、松尾村、柳島村、中島村、萩園村、下町屋村、西久保村（現茅ヶ崎市）
  - 寒川村 ← 一之宮村、中瀬村、岡田村、小谷村、大蔵村、小動村、宮山村、倉見村、田端村、下大曲村、大曲村（現寒川町）
  - 小出村 ← 堤村、行谷村、下寺尾村、芹沢村（現茅ヶ崎市）、遠藤村（現藤沢市）
  - 御所見村 ← 用田村、葛原村、菖蒲沢村、獺郷村、打戻村、宮原村（現藤沢市）
  - 有馬村 ← 杉窪村、上河内村、中河内村、本郷村、社家村、中野村、門沢橋村、今里村（現海老名市）
  - 海老名村 ← 上郷村、河原口村、中新田村、上今泉村、下今泉村、国分村、望地村、柏ヶ谷村、大谷村（現海老名市）
  - 座間村 ← 座間村、座間入谷村、栗原村、新田宿村、四ッ谷村（現座間市）
  - 新磯村 ← 新戸村、磯部村（現相模原市南区）
  - 麻溝村 ← 当麻村、下溝村（現相模原市南区）
  - 田名村（単独村制。現相模原市中央区・緑区）
  - 溝村（上溝村が改称のうえ単独村制。現相模原市中央区）
  - 大沢村 ← 大島村、下九沢村、上九沢村（現相模原市緑区）
  - 相原村 ← 相原村、橋本村、小山村、清兵衛新田（現相模原市緑区・中央区）
  - 大野村 ← 上矢部村、矢部新田村、淵野辺村、鵜野森村、上鶴間村（現相模原市中央区・南区）
  - 鶴見村 ← 下鶴間村、深見村、上草柳村、下草柳村（現大和市）
  - 綾瀬村 ← 上土棚村、吉岡村、深谷村、本蓼川村、蓼川村、寺尾村、小園村、早川村（現綾瀬市）
  - 渋谷村 ← 福田村、上和田村、下和田村（現大和市）、長後村、高倉村（現藤沢市）
  - 六会村 ← 円行村、亀井野村、下土棚村、西俣野村、今田村、石川村（現藤沢市）
- 明治24年（1891年）9月25日 - 鶴見村が改称して大和村となる。
- 明治32年（1899年）7月1日 - 郡制施行。
- 明治39年（1906年） - 郡役所が藤沢大坂町大字藤沢の遊行寺橋の右岸（西側）に移転。
- 明治40年（1907年）10月1日 - 藤沢大坂町が鎌倉郡藤沢大富町を編入。
- 明治41年（1908年）
  - 4月1日 - 藤沢大坂町、鵠沼村、明治村が合併して藤沢町が発足。（1町20村）
  - 10月1日 - 茅ヶ崎村、松林村、鶴嶺村が合併して茅ヶ崎町が発足[6]。（2町17村）
- 大正10年（1921年） - 郡役所が藤沢大坂町大字駅前（現在の藤沢市藤沢597番地、藤沢駅北口）に移転。
- 大正12年（1923年） - 郡会が廃止。ただし、郡役所は残務処理のため存続。
- 大正15年（1926年） - 郡役所が廃止。以降は地理的区分となる。
- 昭和3年（1928年）1月1日 - 溝村が町制施行・改称して上溝町となる。（3町16村）
- 昭和12年（1937年）12月20日 - 座間村が町制施行して座間町となる。（4町15村）
- 昭和14年（1939年）12月22日 - 相次ぐ陸軍施設の進出を背景に高座郡北部の9町村（座間町・新磯村・麻溝村・上溝町・田名村・大沢村・相原村・大野村・大和村）の合併による相模原軍都建設計画が持ち上がり「相模原軍都建設連絡委員会」結成。第1回総会は神奈川県庁3階の第2会議室で開かれた。[注釈 1]
- 昭和15年（1940年）
  - 10月1日 - 藤沢町が市制施行して藤沢市となり[7]、郡から離脱。（3町15村）
  - 11月1日 - 寒川村が町制施行して寒川町となる。（4町14村）
  - 12月20日 - 海老名村が町制施行して海老名町となる。（5町13村）
- 昭和16年（1941年）
  - 2月21日 - 大和村が「相模原軍都建設連絡委員会」を離脱[注釈 2]。
  - 4月29日 - 座間町、新磯村、麻溝村、田名村、上溝町、大沢村、相原村、大野村が合併して相模原町が発足。（4町7村）
- 昭和17年（1942年）3月10日 - 六会村が藤沢市に編入[8]。（4町6村）
- 昭和18年（1943年）11月3日 - 大和村が町制施行して大和町となる。（5町5村）
- 昭和19年（1944年）11月3日 - 渋谷村が町制施行して渋谷町となる。（6町4村）
- 昭和20年（1945年）4月1日 - 綾瀬村が町制施行して綾瀬町となる。（7町3村）
- 昭和22年（1947年）10月1日 - 茅ヶ崎町が市制施行して茅ヶ崎市となり[9]、郡から離脱。（6町3村）
- 昭和23年（1948年）9月1日 - 相模原町より旧座間町の区域が分立して座間町が再発足[10]。（7町3村）
- 昭和29年（1954年）11月20日 - 相模原町が市制施行して相模原市となり、郡から離脱[11]。（6町3村）
- 昭和30年（1955年）
  - 4月5日（5町2村）
    - 小出村の一部（大字遠藤）が藤沢市に[12]、残部が茅ヶ崎市に分割編入[13]。
    - 渋谷町の一部（大字長後、高倉）が藤沢市に分割編入[12]。残部（大字福田、上和田、下和田）に渋谷村が発足[14]。
    - 御所見村が藤沢市に編入。

  - 7月20日 - 有馬村が海老名町に編入[15]。（5町1村）
- 昭和31年（1956年）9月1日 - 渋谷村が大和町に編入[16]。（5町）
- 昭和34年（1959年）2月1日 - 大和町が市制施行して大和市となり[17]、郡から離脱。（4町）
- 昭和46年（1971年）11月1日（2町）
  - 海老名町が市制施行して海老名市となり[18]、郡から離脱。
  - 座間町が市制施行して座間市となり[19]、郡から離脱。
- 昭和53年（1978年）11月1日 - 綾瀬町が市制施行して綾瀬市となり[20]、郡から離脱。（1町）

### 変遷表
| 明治以前   | 明治初年 - 明治22年 | 明治初年 - 明治22年          | 明治初年 - 明治22年        | 明治22年 4月1日 町村制施行 | 明治22年 - 大正15年              | 明治22年 - 大正15年         | 昭和元年 - 昭和15年            | 昭和16年 - 昭和20年          | 昭和21年 - 昭和30年            | 昭和31年 - 現在             | 昭和31年 - 現在               | 現在     |
| ---------- | ------------------- | ---------------------------- | -------------------------- | -------------------------- | -------------------------------- | --------------------------- | ------------------------------ | ---------------------------- | ------------------------------ | --------------------------- | ----------------------------- | -------- |
| 一之宮村   | 一之宮村            | 一之宮村                     | 一之宮村                   | 寒川村                     | 寒川村                           | 寒川村                      | 昭和15年11月1日 町制 寒川町    | 寒川町                       | 寒川町                         | 寒川町                      | 寒川町                        | 寒川町   |
| 中瀬村     | 中瀬村              | 中瀬村                       | 中瀬村                     | 寒川村                     | 寒川村                           | 寒川村                      | 昭和15年11月1日 町制 寒川町    | 寒川町                       | 寒川町                         | 寒川町                      | 寒川町                        | 寒川町   |
| 岡田村     | 岡田村              | 岡田村                       | 岡田村                     | 寒川村                     | 寒川村                           | 寒川村                      | 昭和15年11月1日 町制 寒川町    | 寒川町                       | 寒川町                         | 寒川町                      | 寒川町                        | 寒川町   |
| 小谷村     | 小谷村              | 小谷村                       | 小谷村                     | 寒川村                     | 寒川村                           | 寒川村                      | 昭和15年11月1日 町制 寒川町    | 寒川町                       | 寒川町                         | 寒川町                      | 寒川町                        | 寒川町   |
| 大蔵村     | 大蔵村              | 大蔵村                       | 大蔵村                     | 寒川村                     | 寒川村                           | 寒川村                      | 昭和15年11月1日 町制 寒川町    | 寒川町                       | 寒川町                         | 寒川町                      | 寒川町                        | 寒川町   |
| 小動村     | 小動村              | 小動村                       | 小動村                     | 寒川村                     | 寒川村                           | 寒川村                      | 昭和15年11月1日 町制 寒川町    | 寒川町                       | 寒川町                         | 寒川町                      | 寒川町                        | 寒川町   |
| 宮山村     | 宮山村              | 宮山村                       | 宮山村                     | 寒川村                     | 寒川村                           | 寒川村                      | 昭和15年11月1日 町制 寒川町    | 寒川町                       | 寒川町                         | 寒川町                      | 寒川町                        | 寒川町   |
| 倉見村     | 倉見村              | 倉見村                       | 倉見村                     | 寒川村                     | 寒川村                           | 寒川村                      | 昭和15年11月1日 町制 寒川町    | 寒川町                       | 寒川町                         | 寒川町                      | 寒川町                        | 寒川町   |
| 田端村     | 田端村              | 田端村                       | 田端村                     | 寒川村                     | 寒川村                           | 寒川村                      | 昭和15年11月1日 町制 寒川町    | 寒川町                       | 寒川町                         | 寒川町                      | 寒川町                        | 寒川町   |
| 下大曲村   | 下大曲村            | 下大曲村                     | 下大曲村                   | 寒川村                     | 寒川村                           | 寒川村                      | 昭和15年11月1日 町制 寒川町    | 寒川町                       | 寒川町                         | 寒川町                      | 寒川町                        | 寒川町   |
| 大曲村     | 大曲村              | 大曲村                       | 大曲村                     | 寒川村                     | 寒川村                           | 寒川村                      | 昭和15年11月1日 町制 寒川町    | 寒川町                       | 寒川町                         | 寒川町                      | 寒川町                        | 寒川町   |
| 茅ヶ崎村   | 茅ヶ崎村            | 茅ヶ崎村                     | 茅ヶ崎村                   | 茅ヶ崎村                   | 茅ヶ崎村                         | 明治41年10月1日 茅ヶ崎町    | 茅ヶ崎町                       | 茅ヶ崎町                     | 昭和22年10月1日 市制 茅ヶ崎市  | 茅ヶ崎市                    | 茅ヶ崎市                      | 茅ヶ崎市 |
| 室田村     | 室田村              | 室田村                       | 室田村                     | 松林村                     | 松林村                           | 明治41年10月1日 茅ヶ崎町    | 茅ヶ崎町                       | 茅ヶ崎町                     | 昭和22年10月1日 市制 茅ヶ崎市  | 茅ヶ崎市                    | 茅ヶ崎市                      | 茅ヶ崎市 |
| 高田村     | 高田村              | 高田村                       | 高田村                     | 松林村                     | 松林村                           | 明治41年10月1日 茅ヶ崎町    | 茅ヶ崎町                       | 茅ヶ崎町                     | 昭和22年10月1日 市制 茅ヶ崎市  | 茅ヶ崎市                    | 茅ヶ崎市                      | 茅ヶ崎市 |
| 赤羽根村   | 赤羽根村            | 赤羽根村                     | 赤羽根村                   | 松林村                     | 松林村                           | 明治41年10月1日 茅ヶ崎町    | 茅ヶ崎町                       | 茅ヶ崎町                     | 昭和22年10月1日 市制 茅ヶ崎市  | 茅ヶ崎市                    | 茅ヶ崎市                      | 茅ヶ崎市 |
| 甘沼村     | 甘沼村              | 甘沼村                       | 甘沼村                     | 松林村                     | 松林村                           | 明治41年10月1日 茅ヶ崎町    | 茅ヶ崎町                       | 茅ヶ崎町                     | 昭和22年10月1日 市制 茅ヶ崎市  | 茅ヶ崎市                    | 茅ヶ崎市                      | 茅ヶ崎市 |
| 香川村     | 香川村              | 香川村                       | 香川村                     | 松林村                     | 松林村                           | 明治41年10月1日 茅ヶ崎町    | 茅ヶ崎町                       | 茅ヶ崎町                     | 昭和22年10月1日 市制 茅ヶ崎市  | 茅ヶ崎市                    | 茅ヶ崎市                      | 茅ヶ崎市 |
| 小和田村   | 小和田村            | 小和田村                     | 小和田村                   | 松林村                     | 松林村                           | 明治41年10月1日 茅ヶ崎町    | 茅ヶ崎町                       | 茅ヶ崎町                     | 昭和22年10月1日 市制 茅ヶ崎市  | 茅ヶ崎市                    | 茅ヶ崎市                      | 茅ヶ崎市 |
| 菱沼村     | 菱沼村              | 菱沼村                       | 菱沼村                     | 松林村                     | 松林村                           | 明治41年10月1日 茅ヶ崎町    | 茅ヶ崎町                       | 茅ヶ崎町                     | 昭和22年10月1日 市制 茅ヶ崎市  | 茅ヶ崎市                    | 茅ヶ崎市                      | 茅ヶ崎市 |
| 今宿村     | 今宿村              | 今宿村                       | 今宿村                     | 鶴嶺村                     | 鶴嶺村                           | 明治41年10月1日 茅ヶ崎町    | 茅ヶ崎町                       | 茅ヶ崎町                     | 昭和22年10月1日 市制 茅ヶ崎市  | 茅ヶ崎市                    | 茅ヶ崎市                      | 茅ヶ崎市 |
| 円蔵村     | 円蔵村              | 円蔵村                       | 円蔵村                     | 鶴嶺村                     | 鶴嶺村                           | 明治41年10月1日 茅ヶ崎町    | 茅ヶ崎町                       | 茅ヶ崎町                     | 昭和22年10月1日 市制 茅ヶ崎市  | 茅ヶ崎市                    | 茅ヶ崎市                      | 茅ヶ崎市 |
| 矢畑村     | 矢畑村              | 矢畑村                       | 矢畑村                     | 鶴嶺村                     | 鶴嶺村                           | 明治41年10月1日 茅ヶ崎町    | 茅ヶ崎町                       | 茅ヶ崎町                     | 昭和22年10月1日 市制 茅ヶ崎市  | 茅ヶ崎市                    | 茅ヶ崎市                      | 茅ヶ崎市 |
| 浜之郷村   | 浜之郷村            | 浜之郷村                     | 浜之郷村                   | 鶴嶺村                     | 鶴嶺村                           | 明治41年10月1日 茅ヶ崎町    | 茅ヶ崎町                       | 茅ヶ崎町                     | 昭和22年10月1日 市制 茅ヶ崎市  | 茅ヶ崎市                    | 茅ヶ崎市                      | 茅ヶ崎市 |
| 平太夫新田 | 平太夫新田          | 平太夫新田                   | 平太夫新田                 | 鶴嶺村                     | 鶴嶺村                           | 明治41年10月1日 茅ヶ崎町    | 茅ヶ崎町                       | 茅ヶ崎町                     | 昭和22年10月1日 市制 茅ヶ崎市  | 茅ヶ崎市                    | 茅ヶ崎市                      | 茅ヶ崎市 |
| 松尾村     | 松尾村              | 松尾村                       | 松尾村                     | 鶴嶺村                     | 鶴嶺村                           | 明治41年10月1日 茅ヶ崎町    | 茅ヶ崎町                       | 茅ヶ崎町                     | 昭和22年10月1日 市制 茅ヶ崎市  | 茅ヶ崎市                    | 茅ヶ崎市                      | 茅ヶ崎市 |
| 柳島村     | 柳島村              | 柳島村                       | 柳島村                     | 鶴嶺村                     | 鶴嶺村                           | 明治41年10月1日 茅ヶ崎町    | 茅ヶ崎町                       | 茅ヶ崎町                     | 昭和22年10月1日 市制 茅ヶ崎市  | 茅ヶ崎市                    | 茅ヶ崎市                      | 茅ヶ崎市 |
| 中島村     | 中島村              | 中島村                       | 中島村                     | 鶴嶺村                     | 鶴嶺村                           | 明治41年10月1日 茅ヶ崎町    | 茅ヶ崎町                       | 茅ヶ崎町                     | 昭和22年10月1日 市制 茅ヶ崎市  | 茅ヶ崎市                    | 茅ヶ崎市                      | 茅ヶ崎市 |
| 萩園村     | 萩園村              | 萩園村                       | 萩園村                     | 鶴嶺村                     | 鶴嶺村                           | 明治41年10月1日 茅ヶ崎町    | 茅ヶ崎町                       | 茅ヶ崎町                     | 昭和22年10月1日 市制 茅ヶ崎市  | 茅ヶ崎市                    | 茅ヶ崎市                      | 茅ヶ崎市 |
| 下町屋村   | 下町屋村            | 下町屋村                     | 下町屋村                   | 鶴嶺村                     | 鶴嶺村                           | 明治41年10月1日 茅ヶ崎町    | 茅ヶ崎町                       | 茅ヶ崎町                     | 昭和22年10月1日 市制 茅ヶ崎市  | 茅ヶ崎市                    | 茅ヶ崎市                      | 茅ヶ崎市 |
| 西久保村   | 西久保村            | 西久保村                     | 西久保村                   | 鶴嶺村                     | 鶴嶺村                           | 明治41年10月1日 茅ヶ崎町    | 茅ヶ崎町                       | 茅ヶ崎町                     | 昭和22年10月1日 市制 茅ヶ崎市  | 茅ヶ崎市                    | 茅ヶ崎市                      | 茅ヶ崎市 |
| 堤村       | 堤村                | 堤村                         | 堤村                       | 小出村                     | 小出村                           | 小出村                      | 小出村                         | 小出村                       | 昭和30年4月5日 茅ヶ崎市に編入  | 茅ヶ崎市                    | 茅ヶ崎市                      | 茅ヶ崎市 |
| 行谷村     | 行谷村              | 行谷村                       | 行谷村                     | 小出村                     | 小出村                           | 小出村                      | 小出村                         | 小出村                       | 昭和30年4月5日 茅ヶ崎市に編入  | 茅ヶ崎市                    | 茅ヶ崎市                      | 茅ヶ崎市 |
| 下寺尾村   | 下寺尾村            | 下寺尾村                     | 下寺尾村                   | 小出村                     | 小出村                           | 小出村                      | 小出村                         | 小出村                       | 昭和30年4月5日 茅ヶ崎市に編入  | 茅ヶ崎市                    | 茅ヶ崎市                      | 茅ヶ崎市 |
| 芹沢村     | 芹沢村              | 芹沢村                       | 芹沢村                     | 小出村                     | 小出村                           | 小出村                      | 小出村                         | 小出村                       | 昭和30年4月5日 茅ヶ崎市に編入  | 茅ヶ崎市                    | 茅ヶ崎市                      | 茅ヶ崎市 |
| 遠藤村     | 遠藤村              | 遠藤村                       | 遠藤村                     | 小出村                     | 小出村                           | 小出村                      | 小出村                         | 小出村                       | 昭和30年4月5日 藤沢市に編入    | 藤沢市                      | 藤沢市                        | 藤沢市   |
| 大久保町   | 大久保町            | 明治15年 改称 藤沢駅大久保町 | 明治21年 藤沢大坂町        | 藤沢大坂町                 | 藤沢大坂町                       | 明治41年4月1日 藤沢町       | 昭和15年10月1日 市制 藤沢市    | 藤沢市                       | 藤沢市                         | 藤沢市                      | 藤沢市                        | 藤沢市   |
| 坂戸町     | 坂戸町              | 明治15年 改称 藤沢駅坂戸町   | 明治21年 藤沢大坂町        | 藤沢大坂町                 | 藤沢大坂町                       | 明治41年4月1日 藤沢町       | 昭和15年10月1日 市制 藤沢市    | 藤沢市                       | 藤沢市                         | 藤沢市                      | 藤沢市                        | 藤沢市   |
| 大鋸町     | 大鋸町              | 明治15年 改称 藤沢駅大鋸町   | 明治15年 改称 藤沢駅大鋸町 | 鎌倉郡 藤沢大富町          | 明治40年10月1日 藤沢大坂町に編入 | 明治41年4月1日 藤沢町       | 昭和15年10月1日 市制 藤沢市    | 藤沢市                       | 藤沢市                         | 藤沢市                      | 藤沢市                        | 藤沢市   |
| 西村       | 明治4年 改称 西富町 | 明治15年 改称 藤沢駅西富町   | 明治15年 改称 藤沢駅西富町 | 鎌倉郡 藤沢大富町          | 明治40年10月1日 藤沢大坂町に編入 | 明治41年4月1日 藤沢町       | 昭和15年10月1日 市制 藤沢市    | 藤沢市                       | 藤沢市                         | 藤沢市                      | 藤沢市                        | 藤沢市   |
| 鵠沼村     | 鵠沼村              | 鵠沼村                       | 鵠沼村                     | 鵠沼村                     | 鵠沼村                           | 明治41年4月1日 藤沢町       | 昭和15年10月1日 市制 藤沢市    | 藤沢市                       | 藤沢市                         | 藤沢市                      | 藤沢市                        | 藤沢市   |
| 羽鳥村     | 羽鳥村              | 羽鳥村                       | 羽鳥村                     | 明治村                     | 明治村                           | 明治41年4月1日 藤沢町       | 昭和15年10月1日 市制 藤沢市    | 藤沢市                       | 藤沢市                         | 藤沢市                      | 藤沢市                        | 藤沢市   |
| 大庭村     | 大庭村              | 大庭村                       | 大庭村                     | 明治村                     | 明治村                           | 明治41年4月1日 藤沢町       | 昭和15年10月1日 市制 藤沢市    | 藤沢市                       | 藤沢市                         | 藤沢市                      | 藤沢市                        | 藤沢市   |
| 辻堂村     | 辻堂村              | 辻堂村                       | 辻堂村                     | 明治村                     | 明治村                           | 明治41年4月1日 藤沢町       | 昭和15年10月1日 市制 藤沢市    | 藤沢市                       | 藤沢市                         | 藤沢市                      | 藤沢市                        | 藤沢市   |
| 稲荷村     | 稲荷村              | 稲荷村                       | 稲荷村                     | 明治村                     | 明治村                           | 明治41年4月1日 藤沢町       | 昭和15年10月1日 市制 藤沢市    | 藤沢市                       | 藤沢市                         | 藤沢市                      | 藤沢市                        | 藤沢市   |
| 円行村     | 円行村              | 円行村                       | 円行村                     | 六会村                     | 六会村                           | 六会村                      | 六会村                         | 昭和17年3月10日 藤沢市に編入 | 藤沢市                         | 藤沢市                      | 藤沢市                        | 藤沢市   |
| 亀井野村   | 亀井野村            | 亀井野村                     | 亀井野村                   | 六会村                     | 六会村                           | 六会村                      | 六会村                         | 昭和17年3月10日 藤沢市に編入 | 藤沢市                         | 藤沢市                      | 藤沢市                        | 藤沢市   |
| 下土棚村   | 下土棚村            | 下土棚村                     | 下土棚村                   | 六会村                     | 六会村                           | 六会村                      | 六会村                         | 昭和17年3月10日 藤沢市に編入 | 藤沢市                         | 藤沢市                      | 藤沢市                        | 藤沢市   |
| 西俣野村   | 西俣野村            | 西俣野村                     | 西俣野村                   | 六会村                     | 六会村                           | 六会村                      | 六会村                         | 昭和17年3月10日 藤沢市に編入 | 藤沢市                         | 藤沢市                      | 藤沢市                        | 藤沢市   |
| 今田村     | 今田村              | 今田村                       | 今田村                     | 六会村                     | 六会村                           | 六会村                      | 六会村                         | 昭和17年3月10日 藤沢市に編入 | 藤沢市                         | 藤沢市                      | 藤沢市                        | 藤沢市   |
| 石川村     | 石川村              | 石川村                       | 石川村                     | 六会村                     | 六会村                           | 六会村                      | 六会村                         | 昭和17年3月10日 藤沢市に編入 | 藤沢市                         | 藤沢市                      | 藤沢市                        | 藤沢市   |
| 用田村     | 用田村              | 用田村                       | 用田村                     | 御所見村                   | 御所見村                         | 御所見村                    | 御所見村                       | 御所見村                     | 昭和30年4月5日 藤沢市に編入    | 藤沢市                      | 藤沢市                        | 藤沢市   |
| 葛原村     | 葛原村              | 葛原村                       | 葛原村                     | 御所見村                   | 御所見村                         | 御所見村                    | 御所見村                       | 御所見村                     | 昭和30年4月5日 藤沢市に編入    | 藤沢市                      | 藤沢市                        | 藤沢市   |
| 菖蒲沢村   | 菖蒲沢村            | 菖蒲沢村                     | 菖蒲沢村                   | 御所見村                   | 御所見村                         | 御所見村                    | 御所見村                       | 御所見村                     | 昭和30年4月5日 藤沢市に編入    | 藤沢市                      | 藤沢市                        | 藤沢市   |
| 獺郷村     | 獺郷村              | 獺郷村                       | 獺郷村                     | 御所見村                   | 御所見村                         | 御所見村                    | 御所見村                       | 御所見村                     | 昭和30年4月5日 藤沢市に編入    | 藤沢市                      | 藤沢市                        | 藤沢市   |
| 打戻村     | 打戻村              | 打戻村                       | 打戻村                     | 御所見村                   | 御所見村                         | 御所見村                    | 御所見村                       | 御所見村                     | 昭和30年4月5日 藤沢市に編入    | 藤沢市                      | 藤沢市                        | 藤沢市   |
| 宮原村     | 宮原村              | 宮原村                       | 宮原村                     | 御所見村                   | 御所見村                         | 御所見村                    | 御所見村                       | 御所見村                     | 昭和30年4月5日 藤沢市に編入    | 藤沢市                      | 藤沢市                        | 藤沢市   |
| 長後村     | 長後村              | 長後村                       | 長後村                     | 渋谷村                     | 渋谷村                           | 渋谷村                      | 渋谷村                         | 昭和19年11月3日 町制 渋谷町  | 昭和30年4月5日 藤沢市に編入    | 藤沢市                      | 藤沢市                        | 藤沢市   |
| 千束村     | 明治8年 高倉村      | 明治8年 高倉村               | 明治8年 高倉村             | 渋谷村                     | 渋谷村                           | 渋谷村                      | 渋谷村                         | 昭和19年11月3日 町制 渋谷町  | 昭和30年4月5日 藤沢市に編入    | 藤沢市                      | 藤沢市                        | 藤沢市   |
| 七ツ木村   | 明治8年 高倉村      | 明治8年 高倉村               | 明治8年 高倉村             | 渋谷村                     | 渋谷村                           | 渋谷村                      | 渋谷村                         | 昭和19年11月3日 町制 渋谷町  | 昭和30年4月5日 藤沢市に編入    | 藤沢市                      | 藤沢市                        | 藤沢市   |
| 福田村     | 福田村              | 福田村                       | 福田村                     | 渋谷村                     | 渋谷村                           | 渋谷村                      | 渋谷村                         | 昭和19年11月3日 町制 渋谷町  | 昭和30年4月5日 渋谷村          | 昭和31年9月1日 大和町に編入 | 昭和34年2月1日 市制 大和市    | 大和市   |
| 上和田村   | 上和田村            | 上和田村                     | 上和田村                   | 渋谷村                     | 渋谷村                           | 渋谷村                      | 渋谷村                         | 昭和19年11月3日 町制 渋谷町  | 昭和30年4月5日 渋谷村          | 昭和31年9月1日 大和町に編入 | 昭和34年2月1日 市制 大和市    | 大和市   |
| 下和田村   | 下和田村            | 下和田村                     | 下和田村                   | 渋谷村                     | 渋谷村                           | 渋谷村                      | 渋谷村                         | 昭和19年11月3日 町制 渋谷町  | 昭和30年4月5日 渋谷村          | 昭和31年9月1日 大和町に編入 | 昭和34年2月1日 市制 大和市    | 大和市   |
| 下鶴間村   | 下鶴間村            | 下鶴間村                     | 下鶴間村                   | 鶴見村                     | 明治24年9月25日 改称 大和村      | 明治24年9月25日 改称 大和村 | 大和村                         | 昭和18年11月3日 町制 大和町  | 大和町                         | 大和町                      | 昭和34年2月1日 市制 大和市    | 大和市   |
| 深見村     | 深見村              | 深見村                       | 深見村                     | 鶴見村                     | 明治24年9月25日 改称 大和村      | 明治24年9月25日 改称 大和村 | 大和村                         | 昭和18年11月3日 町制 大和町  | 大和町                         | 大和町                      | 昭和34年2月1日 市制 大和市    | 大和市   |
| 上草柳村   | 上草柳村            | 上草柳村                     | 上草柳村                   | 鶴見村                     | 明治24年9月25日 改称 大和村      | 明治24年9月25日 改称 大和村 | 大和村                         | 昭和18年11月3日 町制 大和町  | 大和町                         | 大和町                      | 昭和34年2月1日 市制 大和市    | 大和市   |
| 下草柳村   | 下草柳村            | 下草柳村                     | 下草柳村                   | 鶴見村                     | 明治24年9月25日 改称 大和村      | 明治24年9月25日 改称 大和村 | 大和村                         | 昭和18年11月3日 町制 大和町  | 大和町                         | 大和町                      | 昭和34年2月1日 市制 大和市    | 大和市   |
| 上土棚村   | 上土棚村            | 上土棚村                     | 上土棚村                   | 綾瀬村                     | 綾瀬村                           | 綾瀬村                      | 綾瀬村                         | 昭和20年4月1日 町制 綾瀬町   | 綾瀬町                         | 綾瀬町                      | 昭和53年11月1日 市制 綾瀬市   | 綾瀬市   |
| 吉岡村     | 吉岡村              | 吉岡村                       | 吉岡村                     | 綾瀬村                     | 綾瀬村                           | 綾瀬村                      | 綾瀬村                         | 昭和20年4月1日 町制 綾瀬町   | 綾瀬町                         | 綾瀬町                      | 昭和53年11月1日 市制 綾瀬市   | 綾瀬市   |
| 深谷村     | 深谷村              | 深谷村                       | 深谷村                     | 綾瀬村                     | 綾瀬村                           | 綾瀬村                      | 綾瀬村                         | 昭和20年4月1日 町制 綾瀬町   | 綾瀬町                         | 綾瀬町                      | 昭和53年11月1日 市制 綾瀬市   | 綾瀬市   |
| 本蓼川村   | 本蓼川村            | 本蓼川村                     | 本蓼川村                   | 綾瀬村                     | 綾瀬村                           | 綾瀬村                      | 綾瀬村                         | 昭和20年4月1日 町制 綾瀬町   | 綾瀬町                         | 綾瀬町                      | 昭和53年11月1日 市制 綾瀬市   | 綾瀬市   |
| 蓼川村     | 蓼川村              | 蓼川村                       | 蓼川村                     | 綾瀬村                     | 綾瀬村                           | 綾瀬村                      | 綾瀬村                         | 昭和20年4月1日 町制 綾瀬町   | 綾瀬町                         | 綾瀬町                      | 昭和53年11月1日 市制 綾瀬市   | 綾瀬市   |
| 寺尾村     | 寺尾村              | 寺尾村                       | 寺尾村                     | 綾瀬村                     | 綾瀬村                           | 綾瀬村                      | 綾瀬村                         | 昭和20年4月1日 町制 綾瀬町   | 綾瀬町                         | 綾瀬町                      | 昭和53年11月1日 市制 綾瀬市   | 綾瀬市   |
| 小園村     | 小園村              | 小園村                       | 小園村                     | 綾瀬村                     | 綾瀬村                           | 綾瀬村                      | 綾瀬村                         | 昭和20年4月1日 町制 綾瀬町   | 綾瀬町                         | 綾瀬町                      | 昭和53年11月1日 市制 綾瀬市   | 綾瀬市   |
| 早川村     | 早川村              | 早川村                       | 早川村                     | 綾瀬村                     | 綾瀬村                           | 綾瀬村                      | 綾瀬村                         | 昭和20年4月1日 町制 綾瀬町   | 綾瀬町                         | 綾瀬町                      | 昭和53年11月1日 市制 綾瀬市   | 綾瀬市   |
| 上郷村     | 上郷村              | 上郷村                       | 上郷村                     | 海老名村                   | 海老名村                         | 海老名村                    | 昭和15年12月20日 町制 海老名町 | 海老名町                     | 海老名町                       | 海老名町                    | 昭和46年11月1日 市制 海老名市 | 海老名市 |
| 河原口村   | 河原口村            | 河原口村                     | 河原口村                   | 海老名村                   | 海老名村                         | 海老名村                    | 昭和15年12月20日 町制 海老名町 | 海老名町                     | 海老名町                       | 海老名町                    | 昭和46年11月1日 市制 海老名市 | 海老名市 |
| 中新田村   | 中新田村            | 中新田村                     | 中新田村                   | 海老名村                   | 海老名村                         | 海老名村                    | 昭和15年12月20日 町制 海老名町 | 海老名町                     | 海老名町                       | 海老名町                    | 昭和46年11月1日 市制 海老名市 | 海老名市 |
| 上今泉村   | 上今泉村            | 上今泉村                     | 上今泉村                   | 海老名村                   | 海老名村                         | 海老名村                    | 昭和15年12月20日 町制 海老名町 | 海老名町                     | 海老名町                       | 海老名町                    | 昭和46年11月1日 市制 海老名市 | 海老名市 |
| 下今泉村   | 下今泉村            | 下今泉村                     | 下今泉村                   | 海老名村                   | 海老名村                         | 海老名村                    | 昭和15年12月20日 町制 海老名町 | 海老名町                     | 海老名町                       | 海老名町                    | 昭和46年11月1日 市制 海老名市 | 海老名市 |
| 国分村     | 国分村              | 国分村                       | 国分村                     | 海老名村                   | 海老名村                         | 海老名村                    | 昭和15年12月20日 町制 海老名町 | 海老名町                     | 海老名町                       | 海老名町                    | 昭和46年11月1日 市制 海老名市 | 海老名市 |
| 望地村     | 望地村              | 望地村                       | 望地村                     | 海老名村                   | 海老名村                         | 海老名村                    | 昭和15年12月20日 町制 海老名町 | 海老名町                     | 海老名町                       | 海老名町                    | 昭和46年11月1日 市制 海老名市 | 海老名市 |
| 柏ヶ谷村   | 柏ヶ谷村            | 柏ヶ谷村                     | 柏ヶ谷村                   | 海老名村                   | 海老名村                         | 海老名村                    | 昭和15年12月20日 町制 海老名町 | 海老名町                     | 海老名町                       | 海老名町                    | 昭和46年11月1日 市制 海老名市 | 海老名市 |
| 大谷村     | 大谷村              | 大谷村                       | 大谷村                     | 海老名村                   | 海老名村                         | 海老名村                    | 昭和15年12月20日 町制 海老名町 | 海老名町                     | 海老名町                       | 海老名町                    | 昭和46年11月1日 市制 海老名市 | 海老名市 |
| 杉窪村     | 杉窪村              | 杉窪村                       | 杉窪村                     | 有馬村                     | 有馬村                           | 有馬村                      | 有馬村                         | 有馬村                       | 昭和30年4月20日 海老名町に編入 | 海老名町                    | 昭和46年11月1日 市制 海老名市 | 海老名市 |
| 上河内村   | 上河内村            | 上河内村                     | 上河内村                   | 有馬村                     | 有馬村                           | 有馬村                      | 有馬村                         | 有馬村                       | 昭和30年4月20日 海老名町に編入 | 海老名町                    | 昭和46年11月1日 市制 海老名市 | 海老名市 |
| 中河内村   | 中河内村            | 中河内村                     | 中河内村                   | 有馬村                     | 有馬村                           | 有馬村                      | 有馬村                         | 有馬村                       | 昭和30年4月20日 海老名町に編入 | 海老名町                    | 昭和46年11月1日 市制 海老名市 | 海老名市 |
| 本郷村     | 本郷村              | 本郷村                       | 本郷村                     | 有馬村                     | 有馬村                           | 有馬村                      | 有馬村                         | 有馬村                       | 昭和30年4月20日 海老名町に編入 | 海老名町                    | 昭和46年11月1日 市制 海老名市 | 海老名市 |
| 社家村     | 社家村              | 社家村                       | 社家村                     | 有馬村                     | 有馬村                           | 有馬村                      | 有馬村                         | 有馬村                       | 昭和30年4月20日 海老名町に編入 | 海老名町                    | 昭和46年11月1日 市制 海老名市 | 海老名市 |
| 中野村     | 中野村              | 中野村                       | 中野村                     | 有馬村                     | 有馬村                           | 有馬村                      | 有馬村                         | 有馬村                       | 昭和30年4月20日 海老名町に編入 | 海老名町                    | 昭和46年11月1日 市制 海老名市 | 海老名市 |
| 門沢橋村   | 門沢橋村            | 門沢橋村                     | 門沢橋村                   | 有馬村                     | 有馬村                           | 有馬村                      | 有馬村                         | 有馬村                       | 昭和30年4月20日 海老名町に編入 | 海老名町                    | 昭和46年11月1日 市制 海老名市 | 海老名市 |
| 今里村     | 今里村              | 今里村                       | 今里村                     | 有馬村                     | 有馬村                           | 有馬村                      | 有馬村                         | 有馬村                       | 昭和30年4月20日 海老名町に編入 | 海老名町                    | 昭和46年11月1日 市制 海老名市 | 海老名市 |
| 座間村     | 座間村              | 座間村                       | 座間村                     | 座間村                     | 座間村                           | 座間村                      | 昭和12年12月20日 町制 座間町   | 昭和16年4月29日 相模原町     | 昭和23年9月1日 座間町          | 座間町                      | 昭和46年11月1日 市制 座間市   | 座間市   |
| 座間入谷村 | 座間入谷村          | 座間入谷村                   | 座間入谷村                 | 座間村                     | 座間村                           | 座間村                      | 昭和12年12月20日 町制 座間町   | 昭和16年4月29日 相模原町     | 昭和23年9月1日 座間町          | 座間町                      | 昭和46年11月1日 市制 座間市   | 座間市   |
| 栗原村     | 栗原村              | 栗原村                       | 栗原村                     | 座間村                     | 座間村                           | 座間村                      | 昭和12年12月20日 町制 座間町   | 昭和16年4月29日 相模原町     | 昭和23年9月1日 座間町          | 座間町                      | 昭和46年11月1日 市制 座間市   | 座間市   |
| 新田宿村   | 新田宿村            | 新田宿村                     | 新田宿村                   | 座間村                     | 座間村                           | 座間村                      | 昭和12年12月20日 町制 座間町   | 昭和16年4月29日 相模原町     | 昭和23年9月1日 座間町          | 座間町                      | 昭和46年11月1日 市制 座間市   | 座間市   |
| 四ッ谷村   | 四ッ谷村            | 四ッ谷村                     | 四ッ谷村                   | 座間村                     | 座間村                           | 座間村                      | 昭和12年12月20日 町制 座間町   | 昭和16年4月29日 相模原町     | 昭和23年9月1日 座間町          | 座間町                      | 昭和46年11月1日 市制 座間市   | 座間市   |
| 新戸村     | 新戸村              | 新戸村                       | 新戸村                     | 新磯村                     | 新磯村                           | 新磯村                      | 新磯村                         | 昭和16年4月29日 相模原町     | 昭和29年11月20日 市制 相模原市 | 相模原市                    | 相模原市                      | 相模原市 |
| 磯部村     | 磯部村              | 磯部村                       | 磯部村                     | 新磯村                     | 新磯村                           | 新磯村                      | 新磯村                         | 昭和16年4月29日 相模原町     | 昭和29年11月20日 市制 相模原市 | 相模原市                    | 相模原市                      | 相模原市 |
| 当麻村     | 当麻村              | 当麻村                       | 当麻村                     | 麻溝村                     | 麻溝村                           | 麻溝村                      | 麻溝村                         | 昭和16年4月29日 相模原町     | 昭和29年11月20日 市制 相模原市 | 相模原市                    | 相模原市                      | 相模原市 |
| 下溝村     | 下溝村              | 下溝村                       | 下溝村                     | 麻溝村                     | 麻溝村                           | 麻溝村                      | 麻溝村                         | 昭和16年4月29日 相模原町     | 昭和29年11月20日 市制 相模原市 | 相模原市                    | 相模原市                      | 相模原市 |
| 田名村     | 田名村              | 田名村                       | 田名村                     | 田名村                     | 田名村                           | 田名村                      | 田名村                         | 昭和16年4月29日 相模原町     | 昭和29年11月20日 市制 相模原市 | 相模原市                    | 相模原市                      | 相模原市 |
| 上溝村     | 上溝村              | 上溝村                       | 上溝村                     | 溝村                       | 溝村                             | 溝村                        | 昭和3年1月1日 町制改称 上溝町  | 昭和16年4月29日 相模原町     | 昭和29年11月20日 市制 相模原市 | 相模原市                    | 相模原市                      | 相模原市 |
| 大島村     | 大島村              | 大島村                       | 大島村                     | 大沢村                     | 大沢村                           | 大沢村                      | 大沢村                         | 昭和16年4月29日 相模原町     | 昭和29年11月20日 市制 相模原市 | 相模原市                    | 相模原市                      | 相模原市 |
| 下九沢村   | 下九沢村            | 下九沢村                     | 下九沢村                   | 大沢村                     | 大沢村                           | 大沢村                      | 大沢村                         | 昭和16年4月29日 相模原町     | 昭和29年11月20日 市制 相模原市 | 相模原市                    | 相模原市                      | 相模原市 |
| 上九沢村   | 上九沢村            | 上九沢村                     | 上九沢村                   | 大沢村                     | 大沢村                           | 大沢村                      | 大沢村                         | 昭和16年4月29日 相模原町     | 昭和29年11月20日 市制 相模原市 | 相模原市                    | 相模原市                      | 相模原市 |
| 相原村     | 相原村              | 相原村                       | 相原村                     | 相原村                     | 相原村                           | 相原村                      | 相原村                         | 昭和16年4月29日 相模原町     | 昭和29年11月20日 市制 相模原市 | 相模原市                    | 相模原市                      | 相模原市 |
| 橋本村     | 橋本村              | 橋本村                       | 橋本村                     | 相原村                     | 相原村                           | 相原村                      | 相原村                         | 昭和16年4月29日 相模原町     | 昭和29年11月20日 市制 相模原市 | 相模原市                    | 相模原市                      | 相模原市 |
| 小山村     | 小山村              | 小山村                       | 小山村                     | 相原村                     | 相原村                           | 相原村                      | 相原村                         | 昭和16年4月29日 相模原町     | 昭和29年11月20日 市制 相模原市 | 相模原市                    | 相模原市                      | 相模原市 |
| 清兵衛新田 | 清兵衛新田          | 清兵衛新田                   | 清兵衛新田                 | 相原村                     | 相原村                           | 相原村                      | 相原村                         | 昭和16年4月29日 相模原町     | 昭和29年11月20日 市制 相模原市 | 相模原市                    | 相模原市                      | 相模原市 |
| 上矢部村   | 上矢部村            | 上矢部村                     | 上矢部村                   | 大野村                     | 大野村                           | 大野村                      | 大野村                         | 昭和16年4月29日 相模原町     | 昭和29年11月20日 市制 相模原市 | 相模原市                    | 相模原市                      | 相模原市 |
| 矢部新田村 | 矢部新田村          | 矢部新田村                   | 矢部新田村                 | 大野村                     | 大野村                           | 大野村                      | 大野村                         | 昭和16年4月29日 相模原町     | 昭和29年11月20日 市制 相模原市 | 相模原市                    | 相模原市                      | 相模原市 |
| 淵野辺村   | 淵野辺村            | 淵野辺村                     | 淵野辺村                   | 大野村                     | 大野村                           | 大野村                      | 大野村                         | 昭和16年4月29日 相模原町     | 昭和29年11月20日 市制 相模原市 | 相模原市                    | 相模原市                      | 相模原市 |
| 鵜野森村   | 鵜野森村            | 鵜野森村                     | 鵜野森村                   | 大野村                     | 大野村                           | 大野村                      | 大野村                         | 昭和16年4月29日 相模原町     | 昭和29年11月20日 市制 相模原市 | 相模原市                    | 相模原市                      | 相模原市 |
| 上鶴間村   | 上鶴間村            | 上鶴間村                     | 上鶴間村                   | 大野村                     | 大野村                           | 大野村                      | 大野村                         | 昭和16年4月29日 相模原町     | 昭和29年11月20日 市制 相模原市 | 相模原市                    | 相模原市                      | 相模原市 |

## 行政
歴代郡長
特記（「藤沢町勢要覧」）以外は『神奈川県史 別編1 人物』による。
| 代 | 氏名       | 就任年月日                 | 退任年月日                 | 備考                      |
| -- | ---------- | -------------------------- | -------------------------- | ------------------------- |
| 01 | 稲垣道生   | 明治11年（1878年）11月18日 | 明治15年（1882年）5月5日   | （11月2日就任の資料あり） |
| 02 | 今福元頴   | 明治15年（1882年）5月5日   |                            |                           |
| 03 | 井坂右三   | 明治22年（1889年）5月30日  |                            |                           |
| 04 | 江森保存   | 明治26年（1893年）9月2日   |                            |                           |
| 05 | 山田親良   | 明治28年（1895年）1月18日  |                            |                           |
| 06 | 北原保重   | 明治31年（1898年）4月7日   |                            |                           |
| 07 | 石川疏     | 明治32年（1899年）12月16日 | 明治33年（1900年）12月23日 |                           |
| 08 | 吉田淳一   | 明治33年（1900年）12月23日 |                            | （12月28日就任）          |
| 09 | 宗真彦     | 明治40年（1907年）2月9日   |                            |                           |
| 10 | 若林良之   | 明治45年（1912年）5月31日  | 大正7年（1918年）6月15日   | （6月2日就任）            |
| 11 | 村山沼一郎 | 大正7年（1919年）6月15日   |                            | （8月5日就任）            |
| 12 | 武井群嗣   | 大正11年（1922年）7月12日  |                            |                           |
| 13 | 佐藤房吉   |                            | 大正15年（1926年）6月30日  | 郡役所廃止により、廃官    |